# حاسوب لوحة المفاتيح

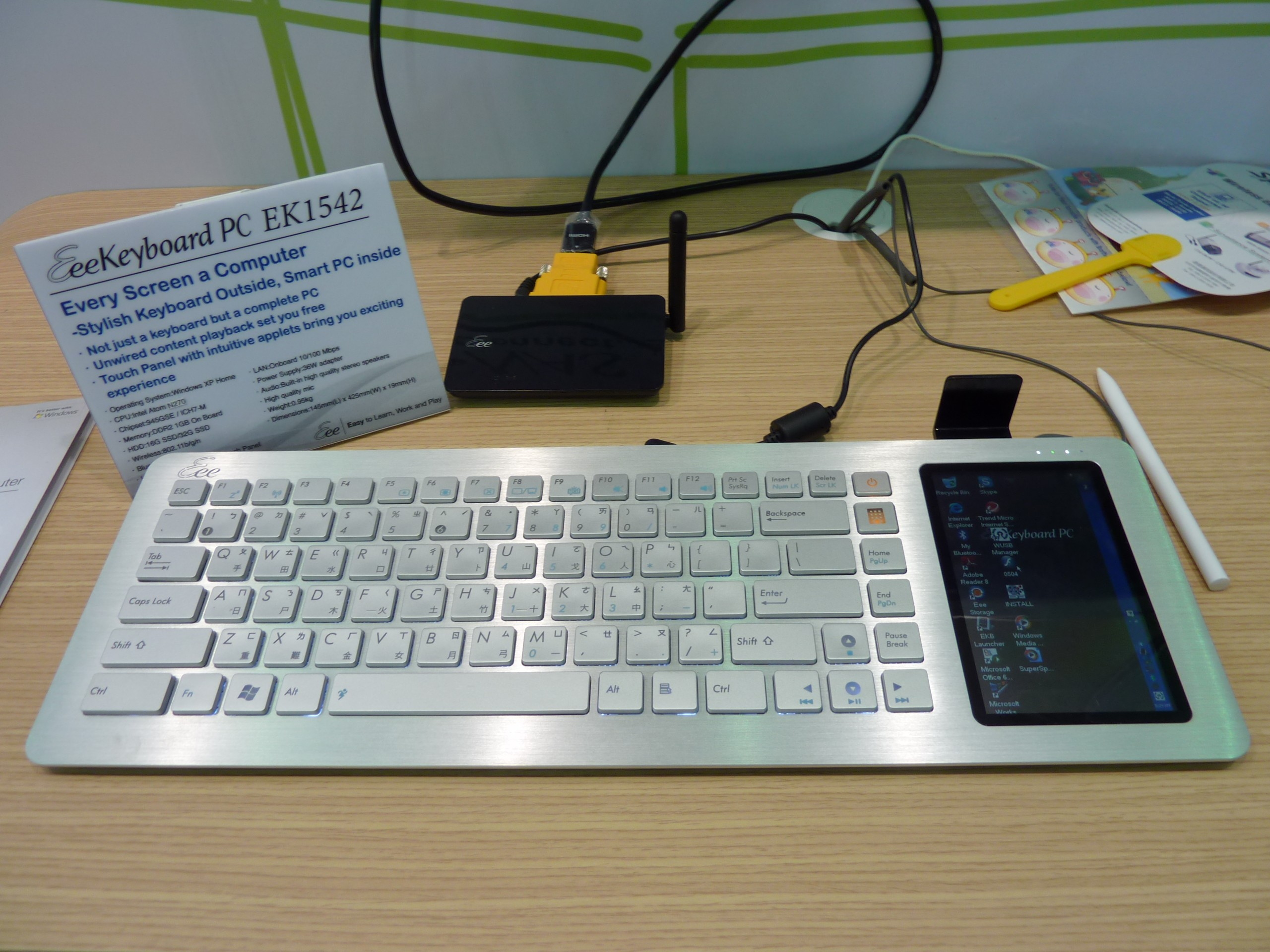
مثال على حاسوب لوحة المفاتيح

إن حاسوب لوحة المفاتيح (keyboard computer) هو لوحة مفاتيح تحتوي على كل المكونات العادية الموجودة في أي حاسوب شخصي. عادةً ما يكون مصدر التيار الكهربي خارجيًا ويتصل بالحاسوب عن طريق كابل محول. أما اللوحة الأم، فقد تم تصميمها خصيصًا بحيث يتم تركيبها بالداخل، ويكون الجهاز أكبر من معظم لوحات المفاتيح القياسية. تتصل المكونات الطرفية الأخرى مثل الشاشة بالحاسوب عن طريق المنافذ كالمعتاد.
على الرغم من أن العديد من أجهزة الحاسوب الشخصية الأولى كانت عبارة عن حواسيب لوحة مفاتيح (من أمثلتها كومودور فيك 20)، فقد انتهت موضة هذا التصميم ولم يتم تصنيع أول حاسوب لوحة مفاتيح بإصدار x86 إلا في أواخر عام 1990، [بحاجة لمصدر] بواسطة شركة سايبر نت للتصنيع. ولا تزال شركة سايبر نت تنتج أجهزة مماثلة، ولكن باستخدام معالجات إنتل رباعية المراكز.[بحاجة لمصدر] كذلك، أنتجت أسوس جهازًا مماثلاً، وهو فانتوم أي،  الذي يستخدم معالج إنتل أتوم ومحركات الأقراص المزودة بذاكرة مصنوعة من مكونات صلبة بشكل اختياري.[بحاجة لمصدر]